# 黒田亮
黒田 亮（くろだ りょう、1890年1月30日 - 1947年1月5日）は、大正-昭和前半の日本の心理学者。動物心理学のほか、勘、禅、中国思想などの幅広い研究がある。

## 経歴
1890年(明治23年)1月30日新潟県南魚沼郡石打村（現南魚沼市）生まれ。旧制長岡中学、旧制第一高等学校を経て1815年(大正4年)東京帝国大学文科大学哲学科(心理学専修)卒業。旧制新潟高等学校教授などを経て1926年(昭和元年)京城帝国大学助教授、1928年(昭和3年)教授となり1942年(昭和17年)まで務める。退官後は著述活動に専念。1947年(昭和22年)岐阜県にて死去。
京城帝大時代には、『勘の研究』(1933(昭和8)年、『続・勘の研究』1938(昭和13)年)、『心理学概論』(1935(昭和10)年)、『動物心理学』(1936(昭和11)年)などの著作や論文を書くかたわら、随想なども著した。退官後は東洋の心理学に関心を深め、『唯識心理学』(1944(昭和19)年)、『支那心理思想史』(1948(昭和23)年_没後刊)などを執筆。なお、帝大卒業後の旧制高校教師時代にはトルストイの翻訳本なども出している。 東京帝大の同窓生に古賀行義、ダーウィンの翻訳者浜中浜太郎がいる。

## 業績
- 勘の研究
- 「手術ニヨリテ開眼セル四十二歳先天性白内障夫人患者ニ就イテノ調査報告」("Acta Psychologica (Keijo)"誌、1巻1号、1930年)について。

哲学者ジョン・ロックが17世紀末に提出したモリヌークス問題(先天性盲人が初めて開眼した時の認識問題)はその後、実証的な臨床例が重ねられた。それらの研究文献を集めた古典的な書物をドイツのM・V・ゼンデン(Marius von Senden)が1932年に発表するより早く、黒田は欧米の14例と自身が観察した例を比較検討した論文を1930年に発表していたが、日本語で書かれていたためゼンデンの本にこの先駆的論文は収録も引用もされなかった。

## 著書

### 主著
- 『勘の研究』岩波書店、1934年7月。 NCID BN0113224X。国立国会図書館サーチ：R100000001-I37111101080093。
  - 『勘の研究』講談社(講談社学術文庫, 512)、1980年9月。 NCID BN0157248X。
- 『動物心理學』三省堂、1937年2月。 NCID BA35051668。
  - 『動物心理学』三省堂、1940年。全国書誌番号:53009654。
- 『勘の研究 続』岩波書店、1938年。全国書誌番号:46062119。
  - 『勘の研究 続』岩波書店、1948年。全国書誌番号:46002013。
    - 『勘の研究 続』講談社(講談社学術文庫, 537)、1981年5月。ISBN 4061585371。
- 『心の世界：心理學入門』三省堂、1943年。 NCID BN13154567。
  - 『心の世界：心理学入門』三省堂、1948年1月。国立国会図書館サーチ：R100000001-I23211009940017319。
- 『唯識心理学』小山書店、1944年。全国書誌番号:46003228。
- 『心理学概論』三省堂出版、1947年。 NCID BN09267650。 TRC MARC No.91120306
  - 『心理学概論(再版)』三省堂出版、1948年。全国書誌番号:48010599。
- 『支那心理思想史』小山書店、1948年10月。全国書誌番号:46001457。
  - 『支那心理思想史』大空社（アジア学叢書 43）、1998年2月。 NCID BA34719027。

### 随筆、植物,文献学関連
- 「ヂューマ敎授の印象」『応用心理研究』第2巻第1号、中文館書店、1933年11月、119-121頁、全国書誌番号:00002423。
- 黒田亮 編『野の花』(黒田亮自主出版、加納町岐阜県）、1934年。全国書誌番号:44036506。
- 『痩松園随筆』三省堂、1934年。全国書誌番号:47024566。
- 『徒然草分類索引』岩波書店、1936年。全国書誌番号:46065002。
- 「朝鮮の古刊本」『書物展望 7』第11巻第77号、書物展望社、1937年11月、49-54頁、全国書誌番号:00011893。
- 黒田亮 編『痩松園文庫善本目録』痩松園(痩松園叢書;第3輯)、1939年。全国書誌番号:46062058。
- 『朝鮮旧書考』岩波書店、1940年。全国書誌番号:46064755。
  - 『朝鮮舊書考』亞細亞文化社（韓國學資料目録）、1972年12月。 NCID BN15995040。
- 『書斎と読書』三省堂、1941年。全国書誌番号:53015674。書斎独語(黒田亮) 他48篇

### 編・校訂・翻訳書
- 黒田亮 訳『家庭の幸福(トルストイ著)』内外出版協会、1913年4月。全国書誌番号:43015538。
- 黒田亮(校訂) 編『滑稽綴之軍書』痩松園叢書;第1編、1932年。全国書誌番号:47006048。
- 黒田亮 編『速水博士還暦記念心理学哲学論文集』岩波書店、1937年。全国書誌番号:46070296。

### 共著
- 大河内一男,美濃口時次郎,吉益脩夫,黒田亮,平光吾一,桜井芳人『厚生(現代日本の基礎;2)』小山書店、1944年。全国書誌番号:46016342。(黒田亮「日本人の気質」)
- 沢木興道,黒田亮,柴野恭堂,林岱雲,後藤大用,宇井伯寿 著、鈴木大拙, 宇井伯寿, 井上哲次郎監修 編『禅の講座 第1巻 (禅の概要)』春陽堂書店、1952年。全国書誌番号:51008972。(黒田亮「禅の心理学」)
- 『読書の眼』帝国大学新聞社 編、1937年、72-77頁。全国書誌番号:46066444。(黑田亮「眠りの前」)
- 稲葉左馬吉 等 編『動物の心』清水書房〈青少年動物・植物の科学;3〉、1949年、79-97頁。全国書誌番号:45025799。(黒田亮「ヘビ・トカゲ・カメ・カエル・イモリの心」])

### 雑誌
- 「悲劇「信仰と故鄕」に就いて」『東亜の光』第11巻第2号、東亜協会、1916年2月、40-47頁、全国書誌番号:00016135。
- 「豐國の錦繪」『文芸春秋』第11巻第9号、文芸春秋、1933年9月、16-17頁、全国書誌番号:00021363。
- 「機關車の改良案」『文芸春秋』第14巻第1号、文芸春秋、1936年1月、11-12頁、全国書誌番号:00021363。
- 文部省教学局 編『日本諸学振興委員会研究報告 第二篇(哲學)』内閣印刷局、1941年、97頁。全国書誌番号:66013801。 (京城帝國大學敎授 黑田亮「沙石集を中心として見たる鎌倉時代の思想傾向」)
- 矢の倉書店 編『読書随筆』矢の倉書店、1938年、217頁。全国書誌番号:46066452。(黑田亮「玩物喪志」)
- 「文部省と大學」『文芸春秋』第16巻第16号、文芸春秋、1938年9月、125-、全国書誌番号:00021363。
- 「書齋獨語」『書斎 4』第10巻第39号、三省堂、1940年10月、6-9頁、全国書誌番号:00011796。
- 「科学文化」第2巻第2号、科学文化協会、1942年2月、全国書誌番号:00003548。(黑田亮「日本人の感」)
- 「政界往来」『政界往来 = Political journal』第13巻第8号、1942年8月、93-95頁、全国書誌番号:00012889。(黑田亮「國語と其の表現」)

## 論文
- 「ロェブとワットソン」『心理研究』第17巻第98号、日本心理学会 The Japanese Psychological Association(以後略)、1920年、178-188頁、doi:10.4992/jjpsy1912.17.178、NAID 130001728470。
- 「アリマキの行動特にその對光反應に就いて」『心理研究』第19巻第109号、1921年、30-34頁、doi:10.4992/jjpsy1912.19.30、NAID 130001728739。
- 「高等學校入學試驗成績と精神檢査との相關に就いて」『心理研究』第20巻第119号、1921年、333-336頁、doi:10.4992/jjpsy1912.20.119_334、NAID 130001728061。
- 「高等學校の心理學科に關する私見」『心理研究』第21巻第123号、1922年、188-193頁、doi:10.4992/jjpsy1912.21.188、NAID 130001727854。
- 「爬蟲類に於ける聽覺の研究」『心理研究』第25巻第147号、1924年、268-281頁、doi:10.4992/jjpsy1912.25.147_268、NAID 130001726648。
- 「再び高等學校の心理學教授に就いて」『心理研究』第27巻第161号、1925年、375-384頁、doi:10.4992/jjpsy1912.27.375、NAID 130001725890。
- 「二歳兒の距離知覺に就いて」『心理学研究』第1巻第1号、日本心理学会(以後略)、1926年、69-80頁、doi:10.4992/jjpsy.1.69、NAID 130002012407。
- 「猿の生活から」『心理学研究』第1巻第6号、1926年、934-960頁、doi:10.4992/jjpsy.1.934、NAID 130002012463。
- 「XXX 淡水巻貝の對光趨動知見補遺」『動物学雑誌』第40巻第482号、社団法人日本動物学会(以後略)、1928年12月15日、513-514頁、NCID AN00166645、NDLJP:10832756。
- 「XXXII 蝌蚪の生育に及ぼす光線及生活領域の影響」『動物学雑誌』第40巻第482号、1928年12月15日、514-515頁、NCID AN00166645、NDLJP:10832758。
- 『音の比較心理学(博士論文)』1930年2月15日。 NAID 500000490941。 東京帝国大学文学博士号論文
- 日本心理学会第一回大会報告（編）「心理學實驗室の改造」『心理学論文集』第1巻、岩波書店、1928年、67頁、全国書誌番号:47003737。
- 日本心理学会 編（編）「(2編)「消滅刺激の心理學的意義に就いて」(p.116～)「兒童に於ける距離知覺の再生 」(p.147～)」『心理学論文集』第2巻、岩波書店、1933年、全国書誌番号:、--閲覧。
- 「情緒に伴ふ身體的變化の局所性に就いて-On the Localization of Bodily Disturbance accompanying Emotions-」『心理学研究』第9巻第5-6号、1934年、891-900頁、doi:10.4992/jjpsy.9.891、NAID 130002026848。 (英語論文)
- 「價値」『思想』第4巻第167号、岩波書店、1936年4月、95-103頁、全国書誌番号:00010061。
- 「城戸幡太郎著「心理學史 (上)」」『心理学研究』第12巻第2号、1937年、81-83頁、doi:10.4992/jjpsy.12.2_81、NAID 130002012599。
- 東京文理科大学,東京高等師範学校,東京文理科大学心理学教室 編（編）「本邦心理學者の語學力に就いての數量的考察」『教育心理研究』第13巻第10号、培風館、1938年10月、42-43頁、全国書誌番号:00005288。
- 「勘を中心とする保育の問題」『保育(10月號)』第66巻、保育発行所、1942年10月、2-7頁、全国書誌番号:00021704。

### 「Acta Psychologica (Keijo)」誌
- KURODA, R (1930). “手術ニヨリテ開眼セル四十二歳先天性白内障夫人患者ニ就イテノ調査報告[A report of investigations dealing with a new case of cataricta congenita in a lady,who gained sight by successful operation at her forty-second year.”. Acta Psychologica (Keijo) 1 (1):  17-42.(英文アブストラクト以外日本語)[8]
- KURODA, R (1932). “On Vijnati-matrata. 1. Introduction and the eight phases of the mind.”. Acta Psychologica (Keijo) 1:  133-145.
- KURODA, R (1934). “On Vijnati-matrata. II. The first two classes of Caitasikadharma. Acta Psychologica”. Acta Psychologica (Keijo) 2:  84-90.
- KURODA, R (1934). “Takuan's psychology revealed in his work, "Rigaku Shokei."”. Acta Psychologica (Keijo) 2:  71-75.

### 共同論文
- 田邊元,黒田亮,横山松三郎,高木貞二,増田惟茂,城戸幡太郎「シンポジウム－ 感覺の概念に就いて」『心理学研究』第2巻第3号、日本心理学会、1927年、439-485頁、doi:10.4992/jjpsy.2.439/、NAID 130002012960、2015-8-29閲覧。
- 黒田亮,葉山正,松島亀之助「雜録 生き物雜録/日日ぐさ(1)/自文鳥人工育雛」『動物心理』第1巻第2号、社団法人日本動物学会、1934年、22-35頁、doi:10.2502/janip1934.1.22、NAID 130003657969、2015-8-29閲覧。

## 関連文献
- 安倍能成『草野集』岩波書店、1936年、37頁。全国書誌番号:46062308。「黑田亮君の『瘦松園隨筆』」
- 丘直通「黒田亮氏著「動物心理學」」『心理学研究』第12巻第6号、The Japanese Psychological Association、1937年、332-334頁、doi:10.4992/jjpsy.12.6_322、NAID 130002012639、2015年8月29日閲覧。
- 小宮豊隆『人と作品』小山書店、1943年、283頁。全国書誌番号:46027677。「黒田亮著『勘の研究」.『人と作品.p.283閲覧制限(館内,図書館送信参加館)』 - 国立国会図書館デジタルコレクション
- 林髞, 藤島亥治郎 編『科学春秋』力書房、1943年、104頁。全国書誌番号:46014915。「<黒田亮「好き嫌ひ」>」
- 後藤基巳「黒田亮著「支那心理思想史」」『書評』第4巻第5号、日本出版協会、1949年5月、62-64頁、NAID 40001872956。
- 久野収 編『中井正一全集(第2巻)』美術出版社、1981年。全国書誌番号:81026526。「関連箇所_黒田亮氏著の『勘の研究』を読む」
- 鈴木光太郎「旧制新潟高等学校教授時代の黒田亮」『人文科学研究』第92巻、新潟大学人文学部、1996年12月、25-48頁、ISSN 04477332。
- 嶌田久美『直観像的機能に関する実験的考察 : 発達心理学的知見を参考に<8.黒田亮による｢勘の研究｣>』2001年、240頁。doi:10.11501/3185860。工学博士論文(拓殖大学)『直観像的機能に関する実験的考察 : 発達心理学的知見を参考に閲覧制限(館内,図書館送信参加館)』 - 国立国会図書館デジタルコレクション
- サトウタツヤ,車 載浩『京城帝国大学における心理学研究の展開--特にソウル大学所蔵「初期実験心理学機器」と「実験実習レポート」を手がかりに(『心理学史・心理学論 4』)』「心理学史・心理学論」刊行会、2002年11月。 NCID AA11380521。
- 上野矗「「勘」の臨床心理学の方法論的意義 : 涙に関する臨床心理学的研究(1)及び(2)をもとに」『大阪樟蔭女子大学人間科学研究紀要』第5巻、大阪樟蔭女子大学、2006年1月31日、25-33頁、NCID AA11637107、2015-8-29閲覧。

### 国立国会図書館デジタル化資料＜黒田亮＞
- 『滑稽綴之軍書（黒田亮 校:昭和17年）』 - 国立国会図書館デジタルコレクション
- 『支那心理思想史(昭和23年)』 - 国立国会図書館デジタルコレクション
- 『唯識心理学(昭和19年)』 - 国立国会図書館デジタルコレクション
- 『速水博士還暦記念心理学哲学論文集(昭和12年)』 - 国立国会図書館デジタルコレクション
- 『痩松園文庫善本目録(昭和14年)』 - 国立国会図書館デジタルコレクション
- 『家庭の幸福(トルストイ著)黒田亮訳(大正2年)』 - 国立国会図書館デジタルコレクション

### 国立国会図書館デジタル化資料＜閲覧制限＞
閲覧制限 (国会図書館館内および図書館送信参加館の館内)<
- 『厚生(複数共著.昭和19年)』 - 国立国会図書館デジタルコレクション
- 『動物の心(稲葉左馬吉 等編 昭和24年)』 - 国立国会図書館デジタルコレクション
- 『日本諸学振興委員会研究報告. 第二篇(哲學)p.97 昭和16年』 - 国立国会図書館デジタルコレクション
- 『読書随筆(昭和13年)』 - 国立国会図書館デジタルコレクション
- 『教育心理研究. 13(10)pp.42-43.昭和12年10月』 - 国立国会図書館デジタルコレクション
- 『禅の講座. 第1巻pp.57-113 <禪の心理學(黑田亮)> 昭和12年』 - 国立国会図書館デジタルコレクション
- 『科学文化 2(2).pp,76-78<日本人の感(黑田亮)> 昭和17年2月』 - 国立国会図書館デジタルコレクション
- 『読書の眼.pp.72-76<(眠りの前 (黑田亮)> 昭和12年』 - 国立国会図書館デジタルコレクション
- 『黒田亮』 - 国立国会図書館デジタルコレクション
- 『書物展望 7(11)(77)pp.49-54 昭和12年11月』 - 国立国会図書館デジタルコレクション
- 『保育(10月號)(66)pp.2-7.昭和17年10月』 - 国立国会図書館デジタルコレクション
- 『東亜の光. 11(2)pp.40-47.大正5年2月』 - 国立国会図書館デジタルコレクション
- 『応用心理研究. 2(1)pp.119-121 昭和8年11月』 - 国立国会図書館デジタルコレクション
- 『書斎. 4(10)(39)pp.6-9 .昭和15年10月』 - 国立国会図書館デジタルコレクション
- 『心理学論文集 第1.p67 昭和3年』 - 国立国会図書館デジタルコレクション
- 『心理学論文集 第2.(p116-,p147-)昭和8年』 - 国立国会図書館デジタルコレクション
- 『科学春秋 昭和18年』 - 国立国会図書館デジタルコレクション
- 『文藝春秋11(9) pp.16-17 昭和8年9月』 - 国立国会図書館デジタルコレクション
- 『文藝春秋14(1) pp.11-12 昭和11年1月』 - 国立国会図書館デジタルコレクション
- 『文藝春秋16(6) p.125- 昭和13年1月』 - 国立国会図書館デジタルコレクション
- 『思想.(4)(167)pp.95-103 昭和11年4月』 - 国立国会図書館デジタルコレクション